# Alejandra Benítez
Alejandra Jhonay de Jesús Benítez Romero (ur. 7 lipca 1980 w Caracas) – wenezuelska szablistka, olimpijka, minister sportu od 22 kwietnia 2013 roku, z zawodu dentystka.

## Życiorys
Alejandra Benítez urodziła się 7 lipca 1980 roku. W 1999 roku zdobyła złoto drużynowo na mistrzostwach świata juniorów w Dijon. Na rozgrywanych rok później mistrzostwach świata juniorów w South Bend w tej samej konkurencji była trzecia. 
Wystartowała na igrzyskach olimpijskich w Atenach w 2004 roku, gdzie była dwudziesta indywidualnie. Na igrzyskach olimpijskich w Pekinie w 2008 roku zajęła 26. miejsce. Na rozgrywanych cztery lata później Na igrzyskach olimpijskich w Londynie odpadła w drugiej rundzie turnieju indywidualnego. Brała też udział w igrzyskach olimpijskich w Rio de Janeiro w 2016 roku, zajmując 29. miejsce. 
W 2003 roku zdobyła srebro indywidualnie na igrzyskach panamerykańskich w Santo Domingo. Na igrzyskach panamerykańskich w Guadalajarze w 2011 roku zdobyła srebro indywidualnie i brąz drużynowo. Takie same wyniki uzyskała podczas igrzysk panamerykańskich w Toronto w 2015 i brąz drużynowo. Ponadto wywalczyła indywidualnie brązowy medal na igrzyskach panamerykańskich w Limie w 2019 roku.
Z zawodu jest dentystką. W 2008 roku było o niej głośno za sprawą nagiej sesji do czasopisma Llamada Dominical. Zasiadała w Zgromadzeniu Narodowym, a 22 kwietnia 2013 roku została przez prezydenta Nicolása Maduro mianowana ministrem sportu w jego nowym rządzie, zostając pierwszą w historii tego kraju kobietą na tym stanowisku. Urząd pełniła do 9 stycznia 2014 roku.
Od 2011 roku żona Ricardo Dieza, syna trenera koszykarskiego Francisco Dieza.